# مجموعة الطوابع البريدية الملكية
مجموعة الطوابع البريدية الملكية هي مجموعة الطوابع البريدية للعائلة الملكية البريطانية. وهي المجموعة الأكثر شمولاً للمواد المتعلقة بطوابع المملكة المتحدة والكومنولث البريطاني، وتضم العديد من القطع الفريدة. ومن بين القطع الرئيسية، لا ينقصها من مجموعة الطوابع الإمبراطورية البريطانية سوى طابع غيانا البريطاني من فئة 1c أرجواني.
في عام 2020، قدرت صحيفة ديلي تليجراف قيمة المجموعة بحوالي 100 مليون جنيه إسترليني.

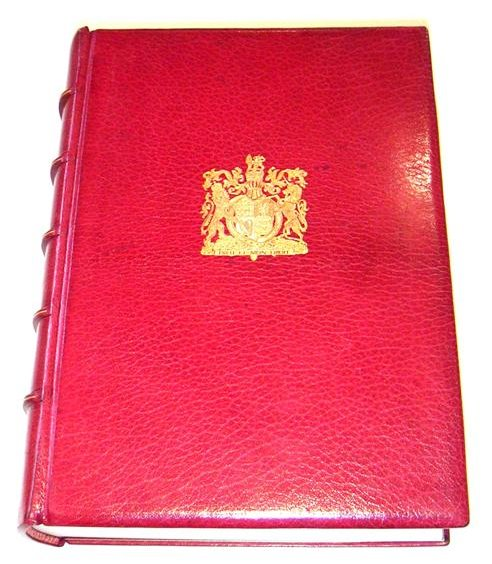
فهرس المجموعة الملكية، الذي نُشر عام 1952، يظهر هنا في الطبعة الجلدية الفاخرة المجلدة بالغلاف الأحمر

## تاريخ
من المعروف أن بعض أفراد العائلة المالكة كانوا يجمعون الطوابع بحلول عام 1864، أي بعد أقل من خمسة وعشرين عامًا بقليل من طرحها في عام 1840. وكان أول جامع جاد في العائلة هو الأمير ألفريد، الذي باع مجموعتهُ لأخيه الأكبر إدوارد، أمير ويلز، الذي أهداها بدوره إلى ابنهِ، جورج الخامس فيما بعد.

## الملك جورج الخامس

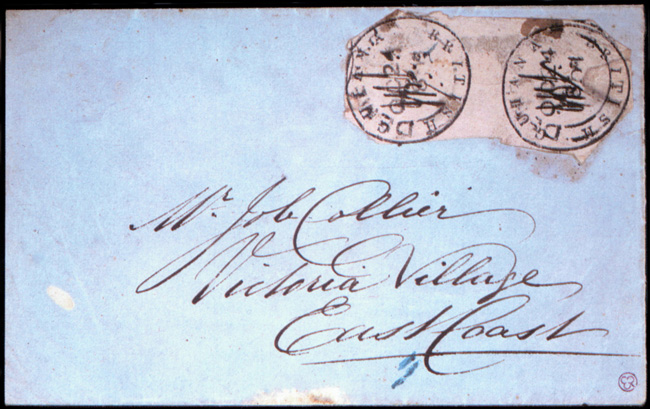
طوابع غيانا البريطانية ذات اللون الوردي القطني على غلاف من فئة 2c لعام 1850، كانت في مجموعة إدوارد تشونسي لوارد سابقاً، وهي الآن في مجموعة الطوابع الملكية لهواة جمع الطوابع

كان جورج الخامس أحد هواة جمع الطوابع البارزين في عصره. في عام 1893، بصفته دوق يورك، انتُخب نائباً فخرياً لرئيس ما أصبح يُعرف الآن باسم الجمعية الملكية لهواة جمع الطوابع في لندن. وعند زواجه في ذلك العام، أهداه زملاؤه من أعضاء الجمعية ألبومًا يضم ما يقرب من 1500 طابع بريد كهدية زفافه. ثم وسع مجموعتهِ من خلال عدد من عمليات الشراء المرتفعة الثمن للطوابع والأغلفة النادرة. وسجلت عملية شرائه عام 1904 لطابع موريشيوس الأزرق من فئة البنسين مقابل 1,450 جنيهًا إسترلينيًا رقمًا قياسيًا جديدًا لطابع واحد. سأل أحد رجال الحاشية الأمير عما إذا كان قد رأى "أن أحد الحمقى الملاعين قد دفع مبلغاً يصل إلى 1,400 جنيه إسترليني مقابل طابع واحد". فأجاب جورج "نعم". "كنت أنا ذلك الأحمق اللعين!".
وضع الملك جورج الخامس مجموعة جورج الخامس في 328 ألبومًا يُطلق عليها "الألبومات الحمراء"، كل منها يتكون من حوالي 60 صفحة. تضمنت الإضافات اللاحقة مجموعة من "الألبومات الزرقاء" لعهد جورج السادس و"الألبومات الخضراء" لعهد إليزابيث الثانية.

## إدارة المجموعة
احتفظ بالمجموعة في قصر باكنغهام إلى أن نقلت إلى قصر سانت جيمس في لندن أيضاً. وفي عام 1952، نُشر فهرس للمجموعة أعده السير جون ويلسون وحرّره كلارنس وينشستر. وقد كان متاحًا في طبعة فاخرة مجلدة بالجلد أو طبعة عادية مجلدة بالقماش.
وقد عرضت الجمعية الملكية لهواة جمع الطوابع في لندن بانتظام قطع من المجموعة الملكية لهواة جمع الطوابع للجمهور أو جرى إعارتها لمعارض الطوابع الدولية.
ويتحمل مكتب المحفظة الملكية الخاصة وأمين الصندوق المسؤولية العامة عن المجموعة، باعتبارهِ أحد أقسام البلاط الملكي.

## الحراس والأمناء
ومنذ عقد التسعينيات في القرن التاسع عشر، وظّف الملوك المتعاقبون أمناء للمساعدة في إدارة المجموعة.
وكان جون تيلارد أول شخص تولى إدارة المجموعة منذ تسعينيات القرن التاسع عشر حتى وفاته في عام 1913، وكان يحمل لقب "أمين طوابع البريد للملك". وتبع تيليارد إدوارد ديني بيكون الذي أصبح "أميناً" للمجموعة من عام 1913 إلى عام 1938، عندما توفي قبل تقاعده مباشرة. وقد بدأ في تنظيم المجموعة بطريقة شاملة. وقد خلف بيكون جون ويلسون، الذي كان رئيساً للجمعية الملكية لهواة جمع الطوابع بلندن آنذاك، في منصب "أمين المجموعة" وخدم حتى عام 1969. وقد قدم الألبومات الملونة للحفاظ على أعمال بيكون. وقام بإعداد الإعارات الأولى للمعارض بعد الحرب العالمية الثانية.
وكان آخر ثلاثة أمناء للمجموعة الملكية لهواة جمع الطوابع هم جون ماريوت (1969-1995)، وتشارلز ويندهام جودوين (1995-2002)، ومايكل سيفي من 1 يناير 2003 إلى 2018.
لم يكن هناك حارس رسمي منذ عام 2019، عندما نقلت المجموعة إلى قصر باكنغهام. وقد احتفظ بها في مكان آمن وغير مراقب إلى حد كبير منذ بداية جائحة فيروس كورونا.

## اقرأ ايضا
- Wilson, John (1952). The Royal Philatelic Collection. Dropmore Press. The book is an history of the collection and the catalogue of the "Red Albums", with colour reproduction of some items.

## روابط اضافية
- مجموعة طوابع البريد الملكية على الموقع الإلكتروني للعائلة الملكية البريطانية.
- طوابع وأغلفة ظروف من مجموعة الطوابع الملكية لطوابع البريد